# Rajko Lotrič
Rajko Lotrič (né le 20 avril 1962) est un ancien sauteur à ski yougoslave.

## Palmarès

### Jeux Olympiques
| Épreuve / Édition | Calgary 1988 |
| Petit Tremplin    | 26e          |

### Championnats du monde
| Épreuve / Édition | Oslo 1982 | Lahti 1989 |
| Petit Tremplin    | 46e       | 34e        |
| Grand Tremplin    |           | 52e        |

### Coupe du monde
- Meilleur classement final: 20e en 1988.
- Meilleur résultat: 2e.